# Susann Götz (Eishockeyspielerin)
Susann Götz (* 14. Dezember 1982 in Bad Muskau, DDR) ist eine deutsche Eishockeyspielerin und Sportsoldatin (Stabsunteroffizier). Ihr Heimat-Verein ist der OSC Berlin aus der Fraueneishockey-Bundesliga, parallel spielte sie seit 2007 für FASS Berlin in der Herren-Regionalliga.

## Leben
Im Alter von zehn Jahren begann sie mit dem Eishockeysport beim ES Weißwasser, nachdem sie im Alter von vier Jahren das erste Mal auf Schlittschuhen gestanden hatte. Im Alter von 19 Jahren wechselte sie zum OSC Berlin und begann ein Studium der Sportwissenschaft.
Susann Götz hat bei diversen Deutschen Meisterschaften teilgenommen und spielte bei den Olympischen Winterspielen 2006 in Turin für die deutsche Nationalmannschaft, bei der sie die Trikotnummer 12 trägt. Bei den Olympischen Winterspielen 2014 in Sochi war sie Kapitänin der Nationalmannschaft und plante, danach ihre Eishockeykarriere zu beenden.
Sie beendete ihre Eishockeykarriere als Aktive am 23. März 2014 nach der Meisterschaft und dem Pokalturnier, bei dem sie mit ihrer Mannschaft gewann.
Ihr Bruder Thomas war ebenfalls Eishockeyspieler.

## Sportliche Erfolge
- Olympische Winterspiele
  - Olympia 2006 – 5. Platz
- Weltmeisterschaften
  - WM 2004 – 6. Platz
  - WM 2005 – 5. Platz
- Deutsche Meisterschaften
  - 2002 – 3. Platz
  - 2003 – 2. Platz
  - 2004 – 2. Platz
  - 2005 – 3. Platz
  - 2006 – 1. Platz
  - 2009 – 1. Platz
  - 2010 – 1. Platz
  - 2011 – 2. Platz
  - 2013 – 3. Platz
  - 2014 – 2. Platz
- DEB-Pokal
  - 2008 – 1. Platz
  - 2009 – 1. Platz
  - 2010 – 2. Platz
  - 2011 – 1. Platz
  - 2012 – 2. Platz
  - 2014 – 1. Platz